# John Vincent McCanny

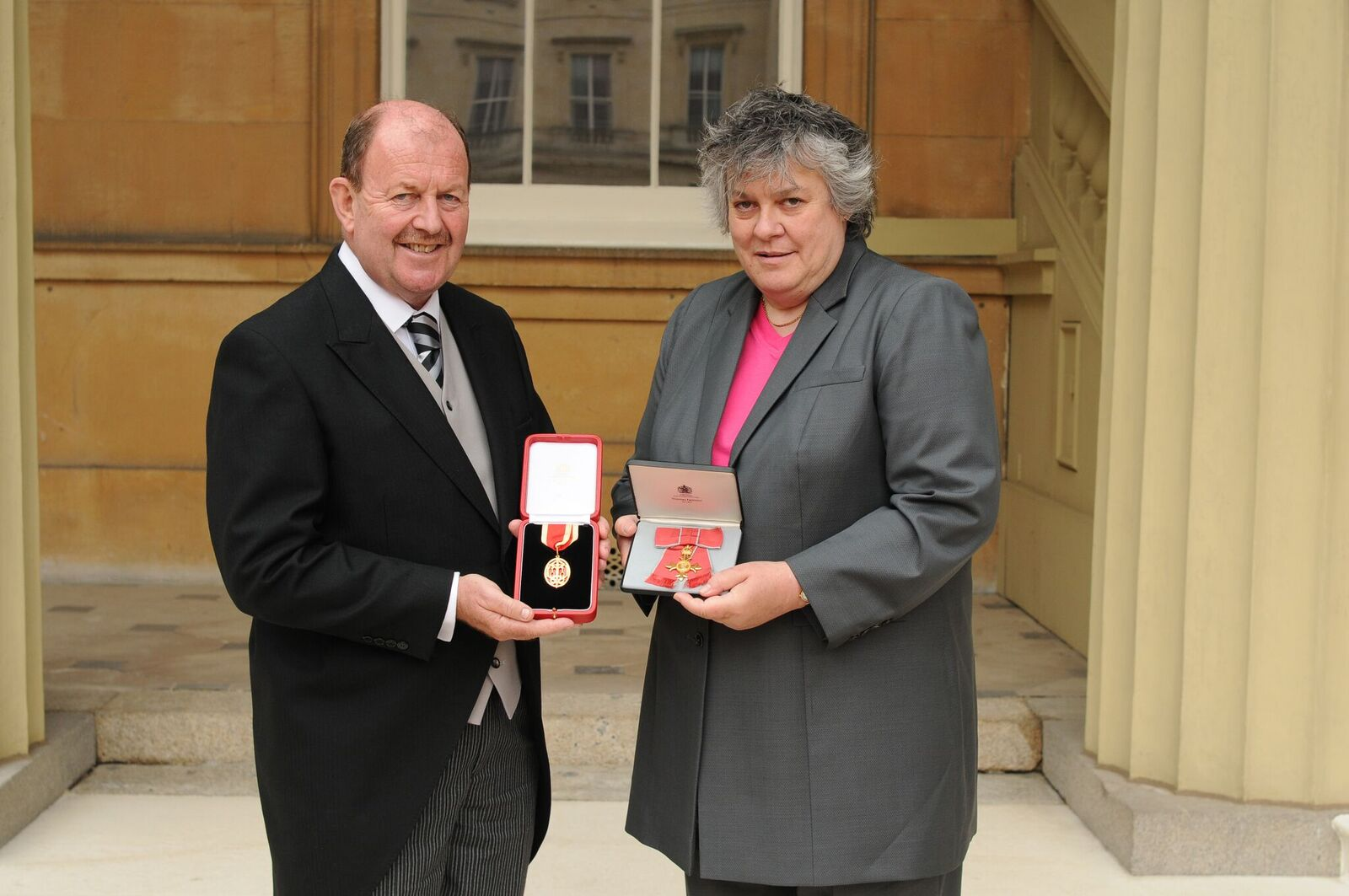
Sir John McCanny (links) und Sally Wheeler während ihrer Adelung am 16. Juni 2017

John Vincent McCanny (* 25. Juni 1952) ist der Regius Professor of Electronics and Computer Engineering an der Queen’s University Belfast. Er leitet dort als Director das Institute of Electronics, Communications and Information Technology.

## Werdegang
Nach einem BSc von der University of Manchester (1973) wechselte McCanny an die University of Ulster, wo er 1978 in Festkörperphysik promovierte. 1998 folgte noch ein D.Sc. in Elektrotechnik von der Queen’s University. Es war McCannys Idee, das Institute for Electronics Communication and Information Technology (ECIT) in Nord-Irland einzurichten, einem mit GBP 40 Mio. finanzierten Institut. Von 1979 bis 1984 arbeitete er in Malvern im Royal Signals and Radar Establishment, dem heutigen QinetiQ als Principal Scientific Officer. 1984 wechselte er an die Queens University, die 1984 zu den besten Universitäten der britischen Inseln im Fachbereich Elektrotechnik zählte. 1988 wurde er der jüngste Professor für Elektrotechnik im Vereinigten Königreich. Seine immense Erfahrung in der digitalen Signalverarbeitung nutzte er in seinen Arbeiten und Forschungen.
Neben seiner Lehr- und Forschungstätigkeit an der Universität arbeitet McCanny auch als Chief Technology Officer von Amphion Semiconductor Inc., einem Unternehmen, zu dessen Gründern McCanny 1994 gehörte. In gleicher Rolle wirkt er auch für Integrated Silicon Systems. Er ist Boardmitglied verschiedener Unternehmen. Wegen seiner Erfahrung leitete McCanny verschiedene Arbeitsgruppen des Institute of Electrical and Electronics Engineers (IEEE).

## Ehrungen und Auszeichnungen
Seit 1995 ist McCanny Fellow der Royal Academy of Engineering. 1996 wurde McCanny mit der Silbermedaille der British Academy für „hervorragende und demonstrierte persönliche Beiträge“ ausgezeichnet, die Großbritannien eine Führungsrolle in der digitalen Signalverarbeitung verschafften. 1999 wurde er zum Fellow des IEEE gewählt. 2000 wurde er Mitglied der Royal Irish Academy. 2002 wurde er zum Fellow der Royal Society. 2003 zeichnete ihn die Royal Dublin Society mit der Boyle-Medaille aus. 2004 wurde er zum Commander des Order of the British Empire (CBE) ernannt. 2006 folgte die Faraday-Medaille des Institution of Engineering and Technology. 2011 folgte noch die Cunningham-Medaille der Royal Irish Academy. 2017 erhob Königin Elisabeth II. McCanny für seine Leistungen und Dienste in der wissenschaftlichen Lehre und der wirtschaftlichen Entwicklung in den Adelsstand.

## Bibliographie

### Artikel
- John Vincent McCanny, R. B. Murray: The band structures of gallium and indium selenide. In: Journal of Physics C: Solid State Physics. 1977, Nr. 10, 1977, S. 1211–1222, doi:10.1088/0022-3719/10/8/022